# Marius Hægstad
Kristofer Marius Hægstad, född den 15 juli 1850 i Ålesund (Borgund), Sunnmøre, död den 21 november 1927 i Oslo, var en norsk språkforskare. Han var far till Leiv och Olav Heggstad.
Hægstad blev student 1869, var 1874-1884 föreståndare för Namsos borgar- och folkskola, förestod därefter en folkhögskola i Namsos och anställdes 1892 som rektor vid realskolan och inspektor för folkskolan i Steinkjer. År 1899 blev han professor i landsmål och dess dialekter vid Kristiania universitet. Hægstad uppsatte och redigerade ett par lokaltidningar. Hans språkvetenskapliga arbeten är följande, vilkas utgivning bekostats av Videnskabsselskabet i Kristiania: Gamalt Trøndermaal fyre 1350 (1899), Hildinakvadet (1900), Maalet i dei norske kongebrev fraa 1200 til reformationen (1902), Latinsk skrift paa gamalnorsk maal (1906), Gamalnorsk fragment af Henrik Harpestreng (samma år) och Vestnorske maalføre fyre 1350, I. Nordvestlandsk (1907). 2:a delen (Sudvestlandsken) behandlar fornnorskan i Bergens och Kristiansands stift samt i kolonierna i Västerhavet. Tillsammans med professor Alf Torp utgav han Gamalnorsk ordbok med nynorsk tydning (1909).
Han avgick 1920 från professuren. Av Vestnorske maalføre fyre 1350, II. Sudvestlandsk utkom 3 band: Rygiamaal (1915), Indre sudvestlandsk (1916), Sudvestlandske yvergangsmaal, Færöymaal (1917); det återstående bandet skall behandla isländskan. Hægstads vetenskapliga verksamhet var företrädesvis inriktad på undersökning av de norska folkmålens utveckling under äldre tid. Med utgångspunkt i medeltida skriftalster, som kunnat säkert lokalbestämmas (särskildt diplom), lyckades det honom att fastställa de typiska kännetecknen för språket i olika bygder, dialekternas gränser och litterära betydelse samt huvuddragen av det levande talspråkets förändringar, särskilt med hänsyn till ljud- och formgestalt. Hægstads arbeten utmärks för grundlighet och pålitlighet; för norsk språkhistoria är de av grundläggande betydelse. Under yngre år utvecklade Hægstad livlig politisk verksamhet, bland annat som redaktör (för tidningen "Nordtrønderen") och stortingsman (1892-1894 och 1897-1900). Framför allt framträdde han som outtröttlig och framgångsrik förkämpe för "landsmålet". En följd av år var han ordförande i Det norske samlaget. Hægstad var den förste professor, som höll sina föreläsningar på landsmål. Han författade  även den första skolgrammatikan för detta språk, Norsk maallæra (1879; 11:e upplagan 1920).

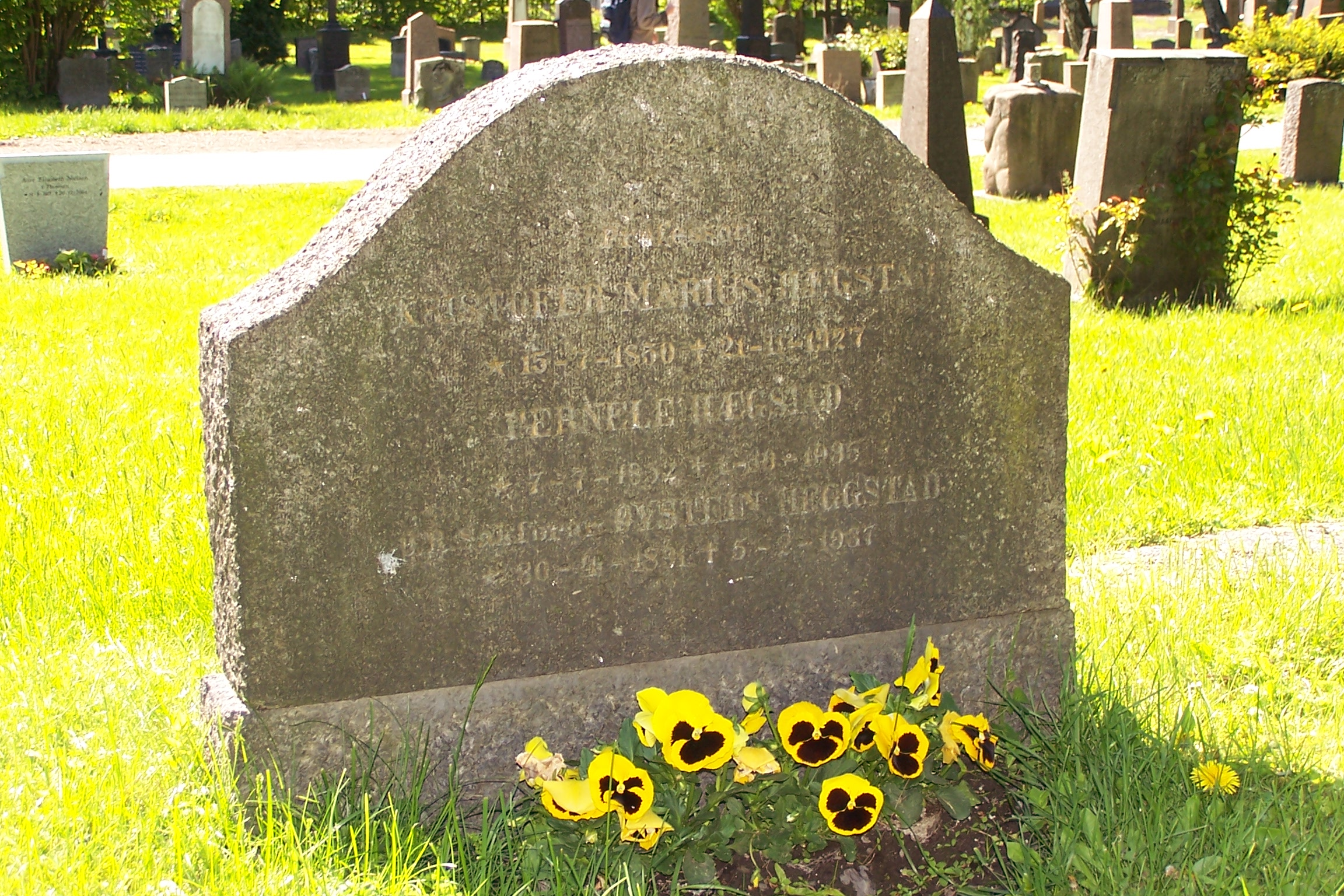
Marius Hægstads gravplats.